# Jaromír Borek (Schauspieler)
Jaromír Borek (* 8. April 1928 in Wien; † 15. Dezember 1997 ebenda) war ein österreichischer Schauspieler.
Bekannt wurde er durch die 1975 bis 1979 produzierte österreichische Erfolgsserie Ein echter Wiener geht nicht unter, in der er die Rolle des Franz Werner spielte.
Jaromir Borek wurde am 22. Dezember 1997 auf dem Ottakringer Friedhof (36-22-11) in Wien beigesetzt.

## Rollen

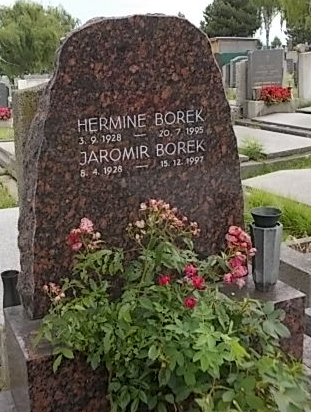
Grabstätte von Jaromir Borek

- 1971: Rechtsanwalt Wansborough in Die Frau in Weiß (Dreiteiliger Fernsehfilm)
- 1973: Ein junger Mann aus dem Innviertel (Dokumentarspielfilm)
- 1974: Tatort: Mord im Ministerium
- 1975: Totstellen – Der Sohn eines Landarbeiters wird Bauarbeiter und baut sich ein Haus
- 1975: Oberst Corpes in Abenteuerlicher Simplicissimus (ZDF-Abenteuerserie)
- 1975–1979: Franz Werner in der Fernsehserie Ein echter Wiener geht nicht unter des österreichischen Fernsehens
- 1976: Jakob der Letzte (Fernsehfilm, nach dem Roman von Peter Rosegger)
- 1977: Die Alpensaga – Der Kaiser am Lande (Lehrer) (Fernsehreihe)
- 1979: Feuer! (Fernsehfilm)
- 1980: Tatort: Mord auf Raten
- 1980: Friedrich Ch. Zauner: Anrufe (1. Mann) – Regie: Ferry Bauer (Hörspiel – ORF Oberösterreich)
- 1984: Weltuntergang
- 1985: Tatort: Des Glückes Rohstoff
- 1986: Tatort: Wir werden ihn Mischa nennen
- 1990: einen österreichischen Handelsminister in der Fernsehserie Die Piefke-Saga, eine Koproduktion des Norddeutschen Rundfunks (NDR) und des Österreichischen Rundfunks (ORF).
- 1992: Bartolomé de Las Casas
- 1993: Thomas Vater in dem Film Verlassen Sie bitte Ihren Mann, Regie: Reinhard Schwabenitzky.
- 1993: Der Salzbaron
- 1994: Kommissar Rex (Fernsehserie; "Endstation Wien")
- 1997: den Vater von Brigitte "Gitti" Schimek in Kaisermühlen Blues (Folgen 37–41) als ehemaliger Fremdenlegionär.
- 1998: Gastwirt in Drei Herren